# Corydalis triternata
Corydalis triternata là một loài thực vật có hoa trong họ Anh túc. Loài này được Zucc. mô tả khoa học đầu tiên năm 1843.